# 三曹
“三曹”是指中国历史上三国时期的曹操和他的儿子曹丕、曹植。他们由于政治上的地位和文学上的成就，对于当时的文坛很有影响，因此后人将他们合称为“三曹”，又有与同时代的“建安七子”合称“建安三曹”或“三曹七子”。
曹氏父子的作品，明朝张溥辑录有《三曹集》。

## 评价
南北朝鍾嶸的《詩品》曾評論此三人的水準，並將曹植列為“上品”，極盡譽美之辭，曹丕为中品，曹操則为下品：
- 曹植为上品：「魏陈思王植其源出于国风。骨气奇高，词彩华茂，情兼雅怨，体被文质，粲溢古今，卓尔不群。嗟乎！陈思之于文章也，譬人伦之有周孔，鳞羽之有龙凤，音乐之有琴笙，女工之有黼黻。俾尔怀铅吮墨者，抱篇章而景慕，映余晖以自烛。故孔氏之门如用诗，则公干升堂，思王入室，景阳、潘、陆，自可坐于廊庑之间矣。」
- 曹丕为中品：「魏文帝其源出于李陵。颇有仲宣之体则。所计百许篇，率皆鄙质如偶语，惟西北浮云十余首，殊美赡可玩，始见其工矣。不然，何以铨衡群彦，对扬厥弟者邪？」
- 曹操为下品：「魏武帝曹公古直，甚有悲凉之句。」

劉勰《文心雕龍》主張曹丕勝於曹植。「魏文之才，洋洋清綺，舊談抑，之謂去植千里。然子建思捷而才俊，詩麗而表逸；子桓慮詳而力援，故不競於先鳴。而樂府清越，《典論》辯要，選用短長，亦無懵焉。但俗情抑揚，雷同一響，遂令文帝以位尊減才，思王以勢窘益價，未為篤論也。」，以文論這方面，曹丕自然未必遜於曹植。
不过到了唐宋以后，对于曹操作品评价普遍提高，认为其诗歌的意境、胸襟都有极其深远的影响力。因此非議不少、品次排法爭議頗多，認為曹操、曹丕亦該位列上品者亦不乏其人（如王世貞、王夫之）。王世貞《藝苑卮言》：“曹公莽莽，古直悲涼。子桓小藻，自是樂府本色。子建天才流麗，雖譽冠千古，而實遜父兄。何以故？材太高，辭太華。”，王世貞认为曹植名气虽然大，但就是因为辞藻华丽的缘故，实际上不如曹丕和曹操；王夫之《薑齋詩話》：“曹子建鋪排整飾，立階級以賺人升堂，用此致諸趨赴之客，容易成名，伸紙揮毫，雷同一律。子桓精思逸韻，以絕人攀躋，故人不樂從，反為所掩。子建以是壓倒阿兄，奪其名譽。實則子桓天才駿發，豈子建所能壓倒耶？曹子建之於子桓，有仙凡之隔，而人稱子建，不知有子桓，俗論大抵如此。”，王夫之覺得这两兄弟相比，曹植是凡人，而曹丕就是神仙，人们就是因为太庸俗，所以只看得懂曹植的诗，却不能理解曹丕。对曹植的诗批评爱用对偶排比，辞藻华丽，确实引人入胜。就像上台阶一样，然而千篇一律，没有多少内涵。曹丕的诗在文字上并没有太多雕琢，却适合细细品味、有深度、意味、内涵深刻，感情是深藏的，越品越有味道。很少有人能达到曹丕这种高度，如果細細揣摩，就會發現，曹丕的詩中隱藏著很深刻的道理。不是每一个人都能读进去的。王世貞、王夫之兩人皆認為曹丕甚至曹操較曹植為強，足見此亦非一家之言。葉嘉瑩說曹丕是一位「理性詩人」，他只是极擅藏拙，不像其他兄弟曹冲、曹植那般锋芒毕露，这种沉稳的性格，有節制有反省，在他的诗作中也有体现「以感與韻勝」。论文采风流、文章锦绣，曹丕丝毫不逊色曹植，如果从文学成就、贡献，擅长的文体整体评价，曹丕则略胜之。
近现代著名史学家黎东方在评论三国时代文学成就时，只提了曹操、曹植与建安七子，而略过了曹丕。
当代学者余秋雨认为虽然多数文史学家会把曹植排第一，他却认为应该是曹操第一、曹植第二、曹丕第三。“曹植固然构筑了一个美艳的精神别苑，而曹操的诗，则是礁石上的铜铸铁浇。”